# Schoenoplectiella dissachantha
Schoenoplectiella dissachantha là loài thực vật có hoa trong họ Cói. Loài này được (S.T.Blake) Lye mô tả khoa học đầu tiên năm 2003.